# Râul Făgărășel
Râul Făgărășel este un afluent al râului Olt. În perioada medievală acest râu constituia sursa de alimentare cu apă a șanțului de apărare al Cetății Făgărașului. În prezent, cursul este regularizat și traversează centrul orașului Făgăraș